# Melleha

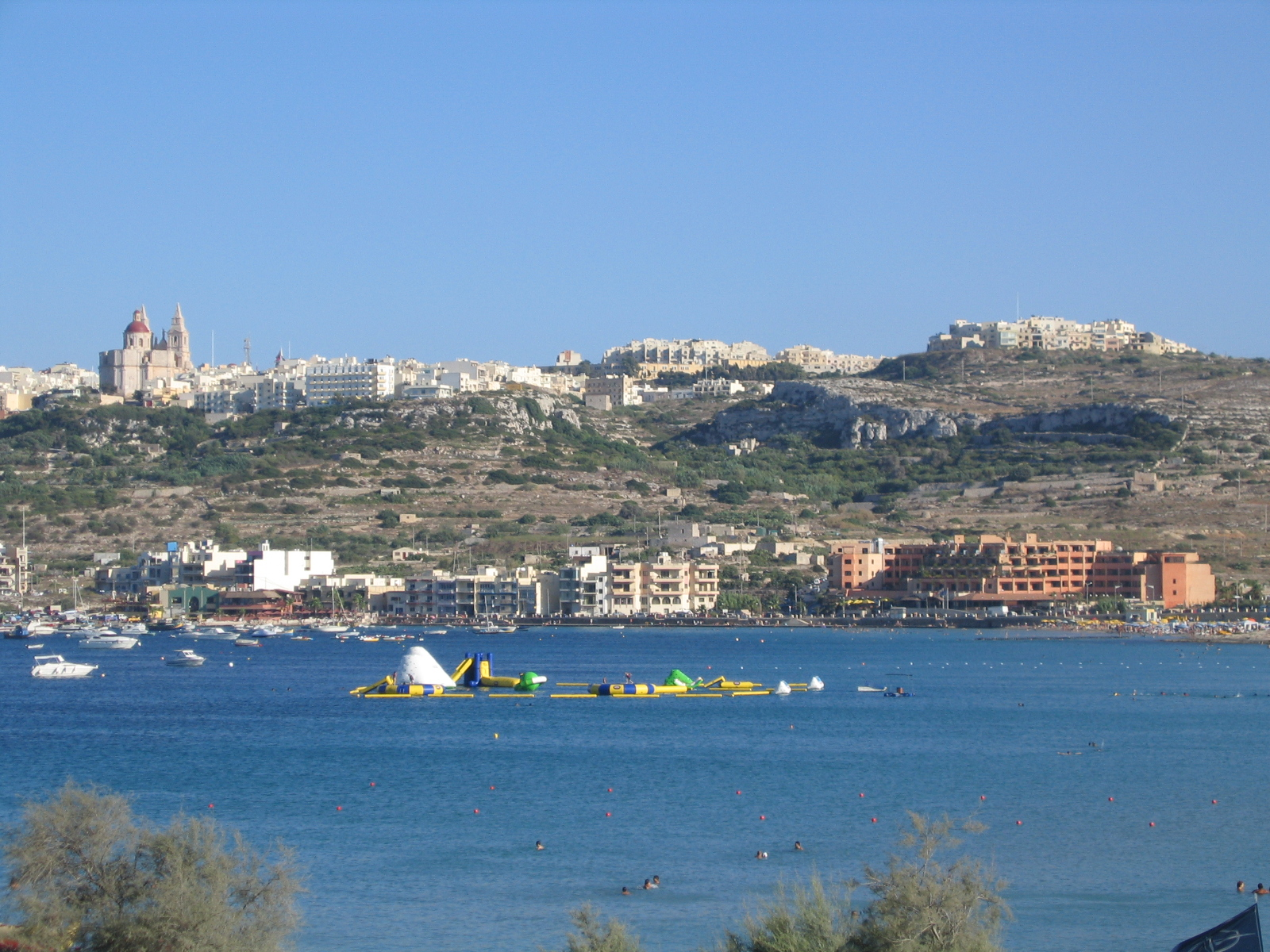
Mellieħa.

Melleha o Mellieħa (in maltese Il-Mellieħa; in italiano storico anche Casal Melleha), è una cittadina di 7 549 abitanti situata nella parte più a nord dell’isola di Malta.
La baia sottostante il paese, detta Il-Għadira o Mellieha Bay, in italiano baia di Mellieha o baia di Melleha, è una popolare località turistica durante il periodo estivo, in quanto dotata di una delle maggiori spiagge dell'isola e l'unica ad aver l'acqua bassa per un centinaio di metri dalla riva.
Le due chiese parrocchiali di questa località sono dedicate a san Giuseppe e alla Natività della Beata Vergine Maria.
Le rovine e le tombe trovate documentano che l'area era popolata dal Neolitico fino al periodo dell'Impero Bizantino, per poi essere abbandonata dopo la conquista araba nell'870. Quando nel 1530 i Cavalieri Ospitalieri riconquistarono l'isola la città venne ripopolata, dotata di varie fortificazioni e una chiesa, il Santuario di Nostra Signora di Mellieħa.

## Storia
La parte nord di Malta, sebbene abbia avuto insediamenti fin dalla preistoria, è stata storicamente la meno difesa dalle incursioni che avvenivano via mare, proprio per la conformazione geografica della zona, dotata di un'ampia riparata baia ad est, di calette con facili approdi ad est ed a nord. Pertanto la zona fu per secoli poco popolata.
Fu solo nel XVII secolo che i Cavalieri di Malta edificarono strutture a carattere difensivo, quali fortini e torri, che consentirono una lenta ripopolazione e lo sviluppo delle attività produttive legate alla salina (ora riserva per l'avifauna) nella zona a ridosso della baia, detta Il-Għadira, cioè "lo stagno". Fu proprio nella baia di Melleha che nel 1798 Napoleone decise di approdare per iniziare l'invasione di Malta.
Lo sviluppo urbanistico del villaggio risale però solo al XIX secolo quando Malta divenne una colonia britannica e la zona ricominciò a popolarsi.

## Turismo
Nel corso del XX secolo l'area si è dotata di numerose strutture ricettive, ristoranti, alberghi, soprattutto a carattere stagionale, per la forte attrattiva turistica della zona.
La cittadina, posta a monte, nel corso dei mesi estivi organizza numerose manifestazioni che ruotano intorno alle festività correlate alle attività del Santuario della Nostra Signora di Melleha: sagre, feste patronali, spettacoli di fuochi d'artificio animano la zona nel periodo estivo, che hanno il loro apice nella festa della Madonna, l'8 settembre.

### Mellieha Bay (Il-Għadira)
La baia della cittadina ha avuto negli ultimi decenni del XX secolo un forte incremento del turismo, soprattutto interno, in quanto la spiaggia di Mellieħa è nota in tutta l'isola come il luogo deputato per i barbecue serali del fine settimana: questa usanza locale, a cui si sono facilmente accostati anche i turisti esteri, fa sì che la sera, lungo la spiaggia, si notino decine di fuochi e si spanda per tutta la prima parte della notte odore di grigliate e musica.
Al di fuori del periodo deputato per le ferie la baia si svuota completamente e il paese torna in possesso dei suoi abitanti.

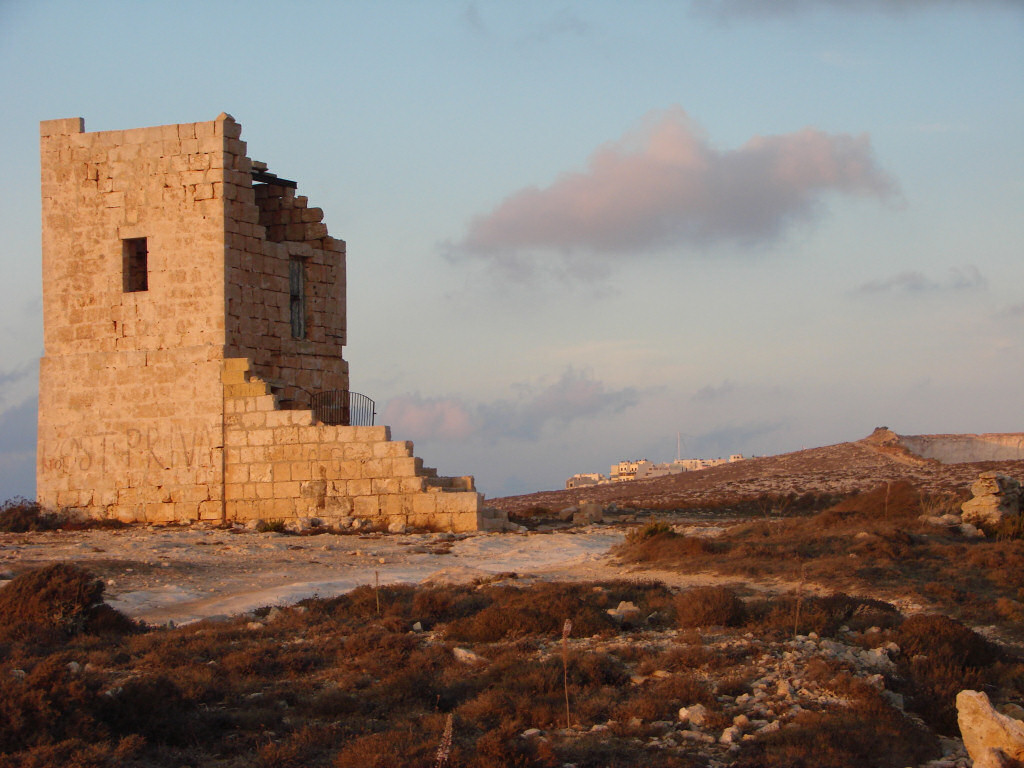
La torre Ghajn Znuber

### Zona nord
La parte più a nord dell'areale di competenza di Melleha ospita il minuscolo abitato di Ċirkewwa, da cui ogni mezz'ora circa partono i traghetti della Gozo Channel Company per Gozo. Inoltre vi sono numerose piccole baie dotate di spiaggette riparate, tra cui Golden Bay, una piccola spiaggia sabbiosa molto frequentata dai turisti.
Nella zona nord-ovest vi è l'area nota come l-Aħrax Tal-Mellieħa ("i Selvaggi di Melleha"), una zona occupata ed edificata semi-abusivamente dagli anni sessanta in poi, dove vi sono le belle calette con le spiagge di Armier Bay e Ramla Bay, frequentate dal turismo balneare. Sono presenti inoltre le due principali torri di avvistamento del luogo, la Torre Bianca, sulla punta nord-est, e la maestosa Torre Rossa sulla zona più interna della Cresta di Marfa, una cresta rocciosa di gariga che dal nord-ovest si diparte verso est. Quest'ultima torre, che prende il nome dal colore rosso sanguigno delle pareti esterne, risale al 1649 quando, col nome di Torre Sant'Agata, i Cavalieri di Malta fecero di questo forte, armato di cannoni e riempito di soldati, il principale punto difensivo del nord dell'isola. Nella Seconda guerra mondiale venne usata come torre di segnalazione, ed attualmente è sotto il controllo militare maltese.

### Zona ovest
Nella piccola Anchor Bay ad ovest di Melleha, venne costruito nel 1979 il set del film Popeye - Braccio di Ferro di Robert Altman e più precisamente il villaggio dei pescatori di Braccio di Ferro. Il set, costituito da un insieme di finte casette di legno colorate, non venne abbattuto al termine delle riprese ma è stato ristrutturato e mantenuto nel corso degli anni trasformandosi in una peculiare attrazione turistica chiamata Popeye Village. 
Poco a sud del Popeye Village, si trova la Torre di Ghajn Znuber, che è stata restaurata nel 2012.